# Grigori Jefimowitsch Grum-Grschimailo

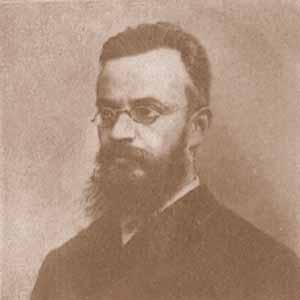
Grigori Jefimowitsch Grum-Grschimailo.

Grigori Jefimowitsch Grum-Grschimailo (russisch Григо́рий Ефи́мович Грум-Гржима́йло; wissenschaftliche Transliteration Grigorij Efimovič Grum-Gržimajlo; Nachname auch Грумм-Гржимайло/Grumm-Grschimailo; * 5. Februarjul. / 17. Februar 1860greg. in Sankt Petersburg; † 3. März 1936 in Leningrad) war ein russischer Geograph, Zoologe und Forschungsreisender. Sein jüngerer Bruder war der Metallurg Wladimir Jefimowitsch Grum-Grschimailo.

## Leben und Wirken
Grigori Grum-Grschimailo wurde in der Familie eines Ökonomen geboren. 1884 schloss er sein Studium an der naturkundlichen Sektion der Physikalisch-mathematischen Fakultät der Staatlichen Universität Sankt Petersburg ab. Noch während des Studiums unternahm er eine erste Reise in die kalmückischen Steppen zur Erforschung der lepidopterologischen Fauna des Gebietes.

### Erste Reisen
Zwischen 1884 und 1887 bereiste Grum-Grschimailo den Pamir und die westlich und nördlich anschließenden Gebirge:
- 1884: von Osch über den Alai und den Trans-Alai zum Karakul und zum Oberlauf des Wachsch
- 1885: von Samarkand in die Gebirgsregionen des Emirats Buchara – das Hissargebirge und Städte wie Qarshi, Kurgan-Tjube, Kuljab und Garm
- 1886: wiederum von Osch durch den Westteil des Tianshan über Naryn nach Kaschgar, zurück durch den Alai
- 1887: durch den Ostteil des Pamir, vom Karakul bis zu den östlichsten bzw. nördlichsten Ausläufern von Hindukusch und Karakorum

Die Ergebnisse dieser Reisen wurden u. a. in den Büchern Beschreibung der an den Pamir grenzenden Länder (1886, russisch) und Le Pamir et sa faune lépidoptérologique (Der Pamir und seine Schmetterlinge, 1890, französisch; Band IV von 9 Bänden der Mémoires sur les lépidoptères, hrsg. vom Großfürsten und Historiker Nikolai Michailowitsch Romanow) veröffentlicht. Der Großfürst hatte ihn auch einer Reise nach Zentralasien begleitet.

### China-Expedition
Nach einer Reise in den Mittleren Ural im Sommer 1888 leitete Grum-Grschimailo von 1889 bis 1890 eine größere Expedition durch die Dsungarei, Xinjiang und Gansu. Die Reiseroute führte von Werny über Gulja, Dihua und Suzhou bis in die Gegend von Lanzhou und zurück. Von der Expedition wurde der Kuku-Nor-See erreicht, der Zentralteil des Nan Shan durchquert und erstmals der Depressionscharakter der Turfan-Senke durch die Höhenmessung von 130 Metern unter dem Meeresspiegel belegt (heutige Angabe 154 m). Die Resultate der Expedition wurden in der dreibändigen Beschreibung der Reise nach Westchina (1896–1907, russisch) publiziert.

### Spätere Reisen
Zwischen 1903 und 1914 unternahm Grum-Grschimailo eine Reihe weiterer Forschungsreisen durch verschiedene Grenzgebiete des Russischen Reiches und angrenzende Länder:
- 1903: vom Saissansee durch den Mongolischen Altai nach Kobdo und durch das Tannu-ola-Gebirge zurück in den russischen Teil des Altai (Kosch-Agatsch)
- 1908: von Tschita die Ingoda, Schilka und den Amur hinab bis zum Ochotskischen Meer und zu den Schantarinseln; dann den Ussuri aufwärts und nach Wladiwostok
- 1911–1912: in Turkmenistan von Aschchabad nach Tejen, durch den Kopet Dag bis zum Kaspischen Meer sowie entlang dessen Südküste; dann durch den Kleinen Kaukasus über Jerewan und Kars bis Batum
- 1914: von Krasnojarsk über Minussinsk in das im selben Jahr als Belozarsk gegründete heutige Kysyl im damaligen Urjanchai-Gebiet[1]; zurück auf dem Jenissei

Von 1920 bis 1931 war Grum-Grschimailo Vizepräsident der Geographischen Gesellschaft der UdSSR. In dieser Zeit war er auch als Dozent für Landeskunde Asiens an verschiedenen Leningrader Hochschulen tätig. 1928 wurde er mit dem Titel Verdienter Wissenschaftler der RSFSR ausgezeichnet.
Nach Grum-Grschimailo sind ein von ihm entdeckter, über 30 Kilometer langer Gletscher am knapp 7000 Meter hohen Pik Revolution im Pamir, ein Gletscher im Tawan-Bogd-Uul-Massivs des Altai sowie ein Pass im Sichote-Alin benannt.
Grigori Grum-Grschimailo war der ältere Bruder des hauptsächlich im Ural tätigen Metallurgieingenieurs Wladimir Grum-Grschimailo, der das Bessemerverfahren und andere Methoden der Stahlerzeugung weiterentwickelte und an die Gegebenheiten Russlands anpasste.

## Werke
(Auswahl, neben dem im Text genannten)
- Bericht über meine Reise in das Alai-Gebiet (1885, deutsch)
- Bericht über meine Reise in das östliche Buchara (1887, deutsch)
- Beschreibung der Landwirtschaft in Turkestan (1886, russisch)
- Beschreibung des Amurgebietes (1894, russisch; umfassende Monographie)
- Die Westmongolei und das Urjanchaigebiet (1914–1930, russisch; Monographie in 3 Bänden)

Daneben verfasste Grum-Grschimailo eine Vielzahl von Aufsätzen zu zoologischen, insbesondere lepidepterologischen Themen sowie zur politischen und historischen Geographie und Ethnographie der Mongolei und anderer Gebiete Zentralasiens. Er war Mitautor des Brockhaus-Efron, der quasi-Staats-Enzyklopädie des zaristischen Russland.